# 婚姻乏術
《婚姻乏術》（At Point Blank），前名《男女之間》，香港無綫電視劇集，由羅嘉良、謝天華、苑瓊丹及蘇玉華領銜主演。

## 故事大綱
若要解釋何為「小男人」？羅景輝（羅嘉良飾）便是一個活生生的好例子。景輝為人沒有甚麼，只是性格卻非常懦弱，工作上事事唯命是從，在家處處受岳母箝制。一天，景輝好運突來，岳丈岳母要移民，這次以為可以重奪一家之主的地位！景輝還未「掌權」，卻發現患上癌症，頓時晴天霹靂，上天這個玩笑開得也真大！此時景輝要到曼谷公幹，因覺命不久矣且機會難逢，他終於戰勝了怯懦之心，與溫婉柔（蘇玉華飾）發生了一夜情。回港後，景輝發覺驗身報告出錯，想到自己對賢妻的不忠，非常內疚，遂決定以後會循規蹈矩。本來一切安好，怎料婉柔竟突然出現且苦苦癡纏。一波未平一波又起，妻子程曉男（苑瓊丹飾）發現丈夫有外遇，岳母亦突然回港。今次真是恨錯難返，莫非真是一失足成千古恨？

## 播映安排
此劇於2004年5月24日至6月18日在無綫劇集台首播，於2006年11月17日至12月14日在翡翠台早上劇集時段首播。

## 演員表

### 主要演員
- 羅嘉良飾羅景輝
- 謝天華飾陳小明
- 苑瓊丹飾程曉男
- 蘇玉華飾溫婉柔

### 其他演員
- 胡杏兒飾程曉君
- 麥長青飾羅繼輝
- 袁彩雲飾尤美雪
- 黃德斌飾龍五
- 周骢飾程琛
- 洋飾溫滔
- 李家聲飾羅賓
- 黃紀瑩飾沈玟
- 程可為飾程梁淑賢
- 駱應鈞飾潘偉遜
- 韓馬利飾潘太
- 張智軒飾神醫徒弟
- 周家怡飾Elsa
- 馬國明飾Raymond
- 鍾志光飾Julian
- 陳琪飾Judy
- 楊瑞麟飾Eric
- 林佩君飾Rain
- 彭冠中飾Derek
- 尤程飾Suki
- 伍慧珊飾佳佳
- 郭卓樺飾William
- 李啓傑飾安安
- 祝文君飾Tiffany
- 江芷妮飾Jennifer
- 胡楓飾陳春(Oscar)
- 陳念君飾Joyce
- 戴少民飾Ron
- 鄭家生飾浩東
- 王維德飾Travis
- 徐榮飾Leon
- 河國榮飾Simon
- 鍾曉瑩飾Vivian
- 李麗麗飾德蘭修女
- 邱萬城飾導師
- 何啓南飾陳浩南

## 電視節目的變遷
| 香港無綫電視翡翠台 星期一至五 10:30-11:30 時段 | 香港無綫電視翡翠台 星期一至五 10:30-11:30 時段 | 香港無綫電視翡翠台 星期一至五 10:30-11:30 時段 |
| ---------------------------------------------- | ---------------------------------------------- | ---------------------------------------------- |
|                                                | 婚姻乏術 (2006.11.17 - 2006.12.14)             |                                                |
| 心理心裏有個謎 (2006.10.19 - 2006.11.16)       | Loving You我愛你2 (2006.12.15 - 2006.12.20)    |                                                |